# Ramses B
Ramses, denominato recentemente Ramses B, Ramesse B o Ramses jr. (fl. XIII secolo a.C.), è stato un principe e generale egizio, figlio del faraone Ramses II e della grande sposa reale Isinofret.

## Biografia
Era il figlio più grande che Ramses ebbe da Isinofret. Il suo nome è trascritto sui muri dei templi costruiti dal padre insieme a quello dei fratelli, Merenptah, Khaemuaset e Bintanath.
Partecipò alla battaglia di Qadeš e divenne generale delle truppe egiziane. Durante una sosta presso Menfi, dove il fratello Khaemuaset svolgeva la funzione di sacerdote del dio Ptah, partecipò alla solenne processione di sepoltura delle statuette del dio Api.
Dopo la morte del fratellastro, Amonherkhepshef, primogenito di Ramses, divenne principe reggente all'età di 25 anni. Morì quando ne aveva cinquanta e non riuscì dunque a sopravvivere al padre, deceduto molto tempo dopo.
| Controllo di autorità | VIAF (EN) 19138254 · LCCN (EN) n2007081416 · J9U (EN, HE) 987007407969005171 |